# Керолайн Браш Нілсен
Керолайн Браш Нільсен (дан. Caroline Brasch Nielsen; народилася 21 червня 1993, Копенгаген) — данська топ-модель.

## Кар'єра
Була запрошена на кастинг модельним агентом, який помітив її в одній з піцерій Копенгагена, де вона обідала з друзями. Після навчання вийшла на подіум. Першим міжнародним показом стала робота на тижні Прет-а-порте у Парижі у березні 2010 року, де вона дефілювала для бельгійського модельєра Дріса Ван Нотена, на той час їй було 17 років. На тому ж тижні моди дефілювала для таких брендів, як Balenciaga, Givenchy, Yves Saint Laurent і Chanel.
У різний час брала участь у показах: Dries van Noten, Isabel Marant, Lanvin, Barbara Bui, Chanel, Cristóbal Balenciaga, Giambattista Valli Haute Couture, Kenzo, Chloe, Celine, Giambattista Valli, Valentino, Sonia Rykiel, Viktor & Rolf, Anthony Vaccarello, Vanessa Bruno, Valentino Couture, John Galliano, Oscar de la Renta, Gucci, Missoni , Dolce & Gabbana, Louis Vuitton, Valentino та інші.
У 2013 році була запрошена на підсумковий показ компанії «Victoria's Secret».